# Koga (Ibaraki)
Koga (jap. 古河市 Koga-shi) – miasto w Japonii, w prefekturze Ibaraki, na wyspie Honsiu. Ma powierzchnię 123,58 km². W 2020 r. mieszkało w nim 139 396 osób, w 55 895 gospodarstwach domowych  (w 2010 r. 142 973 osoby, w 50 403 gospodarstwach domowych).

## Historia
Miejscowość Koga w latach 1878–1896 była częścią powiatu Nishikatsushika. 1 kwietnia 1896 roku powiat został zniesiony, a miejscowość została włączona do powiatu Sarushima. 1 sierpnia 1950 roku Koga zdobyła status miasta. 15 marca 1955 roku teren miasta powiększył się o wioskę Shingō (jap. 新郷村), a 12 września 2005 roku – o miejscowości Sanwa i Sōwa.

## Populacja
Zmiany w populacji terenu miasta w latach 1950–2015: